# Distrito de Olten
El distrito de Olten (en alemán Bezirk Olten) es uno de los diez distritos del cantón de Soleura (Suiza). Tiene una superficie de 80,60 km². La capital del distrito es Olten. Thal hace parte junto con el distrito de Gösgen de la prefectura o círculo electoral de Olten-Gösgen.

## Geografía
El distrito de Olten limita al norte con el distrito de Gösgen, al este con el de Aarau (AG), al sur con el de Zofingen (AG), al oeste con el de Gäu, y al noroeste con el de Waldemburgo (BL).

## Comunas
| Distrito de Olten  | Distrito de Olten      | Distrito de Olten |
| Comunas            | Población (31.12.2014) | Superficie km²    |
| ------------------ | ---------------------- | ----------------- |
| Boningen           | 732                    | 2.82              |
| Däniken            | 2774                   | 5.37              |
| Dulliken           | 4855                   | 6.02              |
| Eppenberg-Wöschnau | 324                    | 1.89              |
| Fulenbach          | 1698                   | 4.47              |
| Gretzenbach        | 2577                   | 5.79              |
| Gunzgen            | 1663                   | 3.91              |
| Hägendorf          | 4784                   | 13.87             |
| Kappel             | 3054                   | 5.09              |
| Olten              | 17 350                 | 11.50             |
| Rickenbach         | 867                    | 2.80              |
| Schönenwerd        | 4837                   | 3.77              |
| Starrkirch-Wil     | 1699                   | 1.83              |
| Walterswil         | 713                    | 4.53              |
| Wangen bei Olten   | 4979                   | 6.94              |
| Total (15)         | 52 906}}               | 80.60             |